# Niagara (groupe)
Pour les articles homonymes, voir Niagara.
Niagara est un groupe de pop rock français originaire de Rennes. Fondé en 1982, il est composé de Muriel Moreno et Daniel Chenevez, avant leur séparation en 1993.
Issu de la vague du rock rennais du tout début des années 1980, le groupe adopte le nom Niagara en 1984 et connaît le succès durant les années 1980 et le début des années 1990. Niagara place plusieurs singles au Top 50 et leurs quatre albums studio sont certifiés disques d'or.

## Biographie
En 1981, Muriel Moreno s'installe à Rennes pour y suivre des études d'histoire de l'art. Elle rencontre le musicien Daniel Chenevez, qui tient les claviers dans différents groupes. Ensemble, ils forment un premier groupe, Les Espions, et sortiront un 45-tours, Mata Hari. En 1982, ils forment le groupe L'Ombre jaune, avec Moreno au chant, Chenevez aux claviers, et José Tamarin à la guitare. Le trio se produit dans les salles de la région et joue notamment aux Trans Musicales. Le groupe est rebaptisé Niagara en 1984, en référence au film d'Henry Hathaway avec Marilyn Monroe. L'année suivante, ils prennent part à la branche bretonne de l'opération « Coup de talent dans l'hexagone », organisée par le ministère de la Culture. Niagara, qui fait partie des artistes sélectionnés par le jury rennais, enregistre le 45-tours intitulé Tchiki Boum et signe chez Polydor. Le disque est un succès populaire et entre au Top 50,,.
Le groupe rencontre également le succès avec les singles suivants, L'Amour à la plage et Je dois m'en aller, édités respectivement en mai et octobre 1986, et dont les clips vidéo sont réalisés par Daniel Chenevez. José Tamarin quitte Niagara en 1986 avant la sortie de Encore un dernier baiser, le premier de leurs quatre albums studio, tous certifiés disques d'or. Niagara, qui se produit régulièrement sur scène dans toute la France, emménage à Paris. La tournée nationale qu'ils effectuent en 1987 passe par l'Olympia. Ils sont également à l'affiche de grands festivals, comme les Francofolies et le Printemps de Bourges,.
Le deuxième album, Quel Enfer ! paraît en avril 1988. Les titres Assez ! et Soleil d'hiver qui en sont tirés figurent au Top 50. Pour promouvoir l'album, distribué dans treize pays, Niagara effectue une tournée européenne de cinq mois commanditée par la chaîne musicale MTV Europe. Ils composent à ce moment le générique de l'émission Drevet vend la Mèche, de Patrice Drevet sur FR3.
Le troisième album, Religion, sort en 1990 et comporte un son plus axé rock avec notamment le single J'ai vu, classé au Top 50 français. Le groupe repart en tournée en Europe. Ils jouent notamment au Zénith de Paris, et attirent 15 000 personnes dans un stade moscovite. La même année, ils sont signataires de l'« appel des 250 », qui initiera le collectif Ras l'front[réf. nécessaire].
Leur dernier album, La Vérité, paraît en 1992. Enregistré à Bruxelles et New York, il ne rencontre pas le même succès que ses prédécesseurs et le duo se sépare. Muriel Moreno et Daniel Chenevez poursuivent ensuite leur carrière en solo,.
En 2002, Niagara reçoit un nouveau disque d'or pour Flammes, compilation comprenant 18 titres remastérisés, qui se vend à plus de 100 000 exemplaires en deux mois,.
José Tamarin meurt à 68 ans le 22 octobre 2019 à Brest, des suites d'un AVC.

## Style musical et thèmes abordés
Niagara est d'abord perçu comme un groupe pop aux paroles insouciantes. Leurs premiers singles, Tchiki Boum et L'Amour à la plage, sont influencés par la musique afro-cubaine qu'ils écoutent à l'époque,. Ils adoptent ensuite un style plus rock, inspiré de formations comme Led Zeppelin, et abordent des sujets plus graves sur des titres comme J'ai vu,.
J'ai vu est censurée pendant la guerre du Golfe en 1991 : elle est interdite de radio, ses textes prenant une signification angoissante durant le conflit. Un autre extrait de Religion : Pendant que les champs brûlent, est également censuré pour les mêmes motifs.

## Identité
Le duo construit son image grâce à ses clips vidéo, réalisés par Daniel Chenevez, qui s'occupe également des arrangements et de la production des disques. Muriel Moreno développe un personnage sexy, qui évoque l'héroïne de bande dessinée Barbarella,.

## Discographie

### Albums studio
- 1986 : Encore un dernier baiser (Polydor/PolyGram)
- 1988 : Quel enfer ! (Metronome, Polydor/PolyGram)
- 1990 : Religion (Metronome, Polydor/PolyGram)
- 1992 : La Vérité (Polydor/PolyGram)

### Compilations
- 2002 : Flammes (18 titres) (Universal/Polydor)
- 2007 : Collection Prestiges (15 titres) (Universal)
- 2009 : Master Série (16 titres) (Universal/Polydor)
- 2010 : 4 albums originaux (Encore un dernier baiser, Quel enfer !, Religion, La Vérité) (Universal/Polydor)
- 2017 : Incandescence (11 titres) (Universal/Polydor)

### Singles
- 1985 : Tchiki boum
- 1986 : L'Amour à la plage
- 1986 : Je dois m'en aller
- 1987 : Quand la ville dort
- 1988 : Assez !
- 1988 : Soleil d'hiver
- 1989 : Flammes de l'enfer
- 1989 : Baby Louis
- 1990 : J'ai vu
- 1990 : Pendant que les champs brûlent
- 1991 : Psychotrope
- 1991 : La vie est peut-être belle
- 1992 : La Fin des étoiles
- 1993 : Un million d'années
- 1993 : Le Minotaure
- 2002 : Je n'oublierai jamais

## Filmographie
- 1992 : Chemin de croix (VHS PolyGram Music Video)
  - (extraits de concerts, reportages, interviews captés durant le Religion Tour 91 ainsi que 4 Clips / durée totale 44 min)
- 2002 : Flammes (DVD Polydor)
  - (14 clips dont 2 commentés par Daniel Chenevez, 2 Storyboards et Chemin de croix documentaire sur le « Religion Tour 91 » inclus 5 titres live / durée totale 1h20)
- 2005 : Master serie (DVD Universal)
  - (12 clips / 46 min)